# 全日本温泉宿アワード2014
全日本温泉宿アワード2014（ぜんにほんおんせんじゅくアワード2014）は、2014年1月21日にフジテレビ系列で放送された旅番組である。

## 主な出演者

### MC
- 雨上がり決死隊
  - 蛍原徹
  - 宮迫博之

### VTR出演
- 敦士
- 蛭子能収
- 大和田伸也
- 桂三度
- 坂上忍
- 佐々木健介
- 神保悟志
- 高田延彦
- 武田修宏
- 千鳥
- 千原せいじ
- 千原ジュニア
- 野々村真
- ハマカーン
- 前川泰之
- 松木安太郎
- 宮川大輔
- やくみつる
- 磯野貴理子
- いとうあさこ
- IMALU
- 北斗晶
- 福田彩乃
- 保田圭

ほか

## 主なスタッフ
- 作・構成：
- ナレーション：
- TM：
- MA：
- 編集：
- CG：
- 営業：
- 宣伝：
- 編成：
- 広報：
- AP：矢嶋麻実
- 演出：番秀一郎
- プロデューサー：前多由香、高松明央
- チーフプロデューサー：
- 製作：フジテレビ、いまじん

## 放送時間
19:00〜20:54